# Callilepis schuszteri
Callilepis schuszteri är en spindelart som först beskrevs av Herman 1879.  Callilepis schuszteri ingår i släktet Callilepis och familjen plattbuksspindlar. Inga underarter finns listade.